# What Do You Do For Money Honey
„What Do You Do For Money Honey“ е песен от албума Back in Black на известната рок група Ей Си/Ди Си (AC/DC). Изпълнена на живо, песента може да бъде намерена още в издаденото през 2001 г. DVD Stiff Upper Lip Live. Видеото на песента може да бъде открито в DVD компилацията Family Jewels, издадена през 2005 година.

## Състав
- Брайън Джонсън – вокали
- Ангъс Йънг – соло китара
- Малкълм Йънг – ритъм китара, беквокали
- Клиф Уилямс – бас китара, беквокали
- Фил Ръд – барабани

- Продуцент – Джон „Мът“ Ланг (John „Mutt“ Lange)